# Stazione di Laives
La stazione di Laives (in tedesco Leifers) è una fermata della linea ferroviaria dell'omonimo centro abitato altoatesino.

## Storia
Quando la tratta della ferrovia del Brennero da Verona, attraverso la Val d'Adige fino a Bolzano, fu inaugurata nel 1859, Laives non era dotata di una stazione. Successivamente, la comunità locale insistette per la costruzione di una stazione al fine di avere un'adeguata possibilità di carico per i propri prodotti agricoli, e questa fu poi realizzata alla fine del XIX secolo. Nel 1937, la stazione fu ampliata per supportare la vicina base aerea.
Tra il 2007 e il 2008, la Provincia autonoma di Bolzano ha realizzato un'ampia riqualificazione della stazione e dell'area circostante: tra le altre cose, sono stati costruiti un sottopassaggio e barriere fonoassorbenti, ed è stata creata un'area di svolta per gli autobus e parcheggi P+R.

## Strutture e impianti
I due fabbricati viaggiatori, di recente costruzione (primi anni 2000), ospitano entrambi una biglietteria automatica e una sala d'attesa. Sul lato del primo binario è ancora presente il vecchio fabbricato, oggi chiuso, che un tempo ospitava, tra le altre, la sala d'attesa.
All'interno della stazione si contano due binari passanti, utilizzati per il servizio passeggeri. I binari sono collegati sia da sottopassaggio sia da ascensore.

## Posizione
La stazione di Laives si trova a 231 m di altitudine, al centro della valle in Bassa Atesina, tra i terreni agricoli che si estendono tra l’Adige e la periferia di Laives. Il confine comunale tra Laives e Vadena attraversa la stazione.

## Movimento
Nella stazione effettuano fermata solo treni regionali (due all'ora nell'orario diurno feriale).
Le principali destinazioni sono Bolzano, Trento, Ala e Verona.

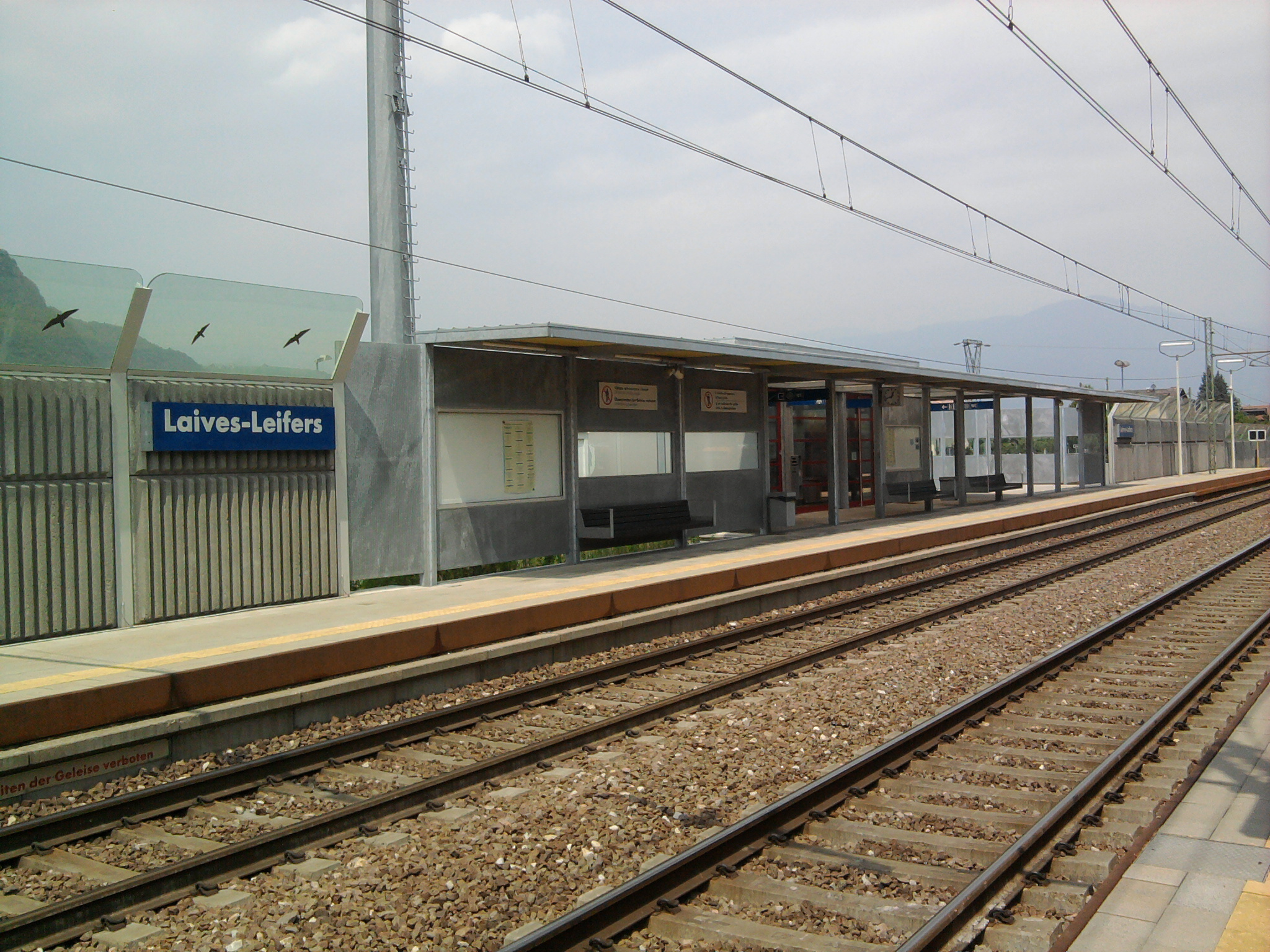
Il binario 2 della Stazione di Laives

## Servizi
La stazione dispone di:
- Biglietteria automatica
- Ascensori
- Accessibilità per persone con mobilità ridotta
- Sottopassaggio
- Parcheggio
- Servizi igienici
- Sala di attesa
- Capolinea autolinea S.A.S.A. 116.
- Stazione video sorvegliata
- Annuncio sonoro arrivo e partenza treni